# Eocentrocorynus adentipes
Eocentrocorynus adentipes is een keversoort uit de familie bladrolkevers (Attelabidae). De wetenschappelijke naam van de soort werd in 1989 gepubliceerd door Haq, Pajni & Gandhi.